# Споменик обешенима на Теразијама
Споменик обешеним родољубима 1941. године у Београду је подигнут 1983. године, у спомен на пет суграђана и родољуба обешених од стране Гестапоа 17. августа 1941. године.

## Историјат
Немачке окупационе власти су 17. августа 1941. ухапсиле петорицу партизана у Београду, мучиле их и стрељале у дворишту затвора. Њихова тела су остављена да данима висе на стубовима јавне расвете на Теразијама,  а циљ немачког окупатора је био да заплаши и одврати Србе од борбе и подизања устанка.
Убијени су ученик Милорад Покрајац, кројач Јован Јанковић, обућар Светислав Милина, земљорадници Велимир Јовановић и Ратко Јевић.
После Другог светског рата оригинална вешала-бандере, на којим су били обешени устаници, биле су сачуване и пренете на Ново гробље приликом формирања Алеје стрељаних родољуба 1941-1944. где је било уређено посебно обележје. Приликом реконструкције комплекса 2003. године неко је украо.

## Изглед споменика
Споменик је је рад вајара Николе Јанковића. Подигнут је код Игуманове палате на Теразијама, у облику црног обелиска, висине четири метра и обима од 80 центиметара, на коме су у рељефу уклесани призори вешања са стиховима Васке Попе. Бронзана плоча са именима обешених и епитафом је украдена и до данас није постављена.
Сваког 17. августа представници државне и градске власти одају пошту обешеним устаницима полагањем венаца.